# زاویه فضایی

زاویهٔ فضایی مستقل از r یا 'r است.

در هندسه، زاویهٔ فضایی، که معمولاً با {\displaystyle \Omega } نشان داده می‌شود، زاویه‌ای در فضای سه‌بعدی است که یک جسم روی یک نقطه را می‌پوشاند. این زاویه نشان می‌دهد که آن جسم از دید بیننده‌ای که از آن نقطه به جسم می‌نگرد چه‌قدر بزرگ می‌آید. برای نمونه، جسم کوچکی در فاصلهٔ نزدیک می‌تواند همان زاویهٔ فضایی‌ای را بپوشاند که جسم بزرگی در دوردست می‌تواند. اگر جسم را روی سطح کره‌ای به مرکز آن نقطه تصویر کنیم، زاویهٔ فضایی جسم متناسب است با مساحت بخشی از کره که جسم پوشانده است، تقسیم بر شعاع کره به توان دو:
{\displaystyle \Omega =k{\frac {S}{r^{2}}}}
که در این رابطه {\displaystyle k} ضریب تناسب است.
یکای سنجش زاویهٔ فضایی در سیستم استاندارد بین‌المللی واحدها استرادیان است. در یکای استرادیان، ضریب تناسب {\displaystyle k} برابر با یک است.
در مختصات کروی، جزء زاویهٔ فضایی برابر با {\displaystyle d\Omega =\sin(\theta )d\theta d\phi \,} است.